# 妻を失い恋人を見つける法
『妻を失い恋人を見つける法』（つまをうしないこいびとをみつけるほう、イタリア語: Come perdere una moglie e trovare un'amante）は、1978年（昭和52年）製作・公開、パスクァーレ・フェスタ・カンパニーレ監督のイタリア映画である。イタリア式コメディの1作である。

## 略歴・概要
本作は、1978年、イタリアの映画プロデューサールイジ・ボルゲーゼが代表を務める製作会社チネマトグラフィカ・アレックスが製作、同年完成した。ジャンフランコ・ブッチェリとロベルト・レオーニの2人が執筆した原案を、ブッチェリ、レオーニ、ルイジ・マレルバの3人が脚本を共同執筆した。本来歌手である本作の主演俳優ジョニー・ドレッリが歌う主題歌 "Golosona" は、同年シングル発売され、同じくアルバム "Giorgio" に収録された。
イタリアでは、メジャー映画会社ティタヌスが配給し、同年11月28日に同国内で公開された。2009年（平成21年）7月1日、「92分」のヴァージョンでDVDが発売元ティタヌス、販売元01ディストリビューション（イタリア放送協会傘下）によりイタリアで発売された。
日本では、2011年（平成23年）2月現在に至るまで劇場公開、テレビ放映、DVD等のビデオグラム販売等は行われていない。

## スタッフ
- プロデューサー : ルイジ・ボルゲーゼ （Luigi Borghese [5]）
- 監督 : パスクァーレ・フェスタ・カンパニーレ
- 原作 : ジャンフランコ・ブッチェリ （Gianfranco Bucceri [6]）、ロベルト・レオーニ （Roberto Leoni [7]）
- 脚本 : ジャンフランコ・ブッチェリ、ロベルト・レオーニ、ルイジ・マレルバ （Luigi Malerba）
- 撮影 : ジュゼッペ・ルッツォリーニ （Giuseppe Ruzzolini）
- 美術 : ルチアーノ・リッチェリ （Luciano Ricceri）[3]
- 衣裳 : コッラード・コラブッチ （Corrado Colabucci [8]）
- 編集 : アルベルト・ガッリッティ （Alberto Gallitti [9]）
- 助監督 : ネリ・パレンティ （Neri Parenti）
- 音楽 : ジャンニ・フェッリオ （Gianni Ferrio）
- 主題歌 : ジョニー・ドレッリ "Golosona"

## キャスト
クレジット順
- ジョニー・ドレッリ （Johnny Dorelli） - アルベルト・カステッリ
- バルバラ・ブーシェ （Barbara Bouchet） - レオノーラ・ルーベンス
- カルロ・バーニョ （Carlo Bagno） - アンセルモ
- エルザ・ヴァッツォレール （Elsa Vazzoler） - アニータ
- フェリーチェ・アンドレアージ （Felice Andreasi） - ロッシーニ博士
- アニー・パーパ （Anny Papa [10]） - アルベルトの妻ヘレン
- ジーノ・ペルニーチェ （Gino Pernice） - レオノーラの夫アルトゥーロ
- ウーゴ・マリア・モロージ （Ugo Maria Morosi） - 配管工
- トニ・ウッチ （Toni Ucci） - 修道僧フランチェスコ
- エンツォ・カンナヴァーレ （Enzo Cannavale） - グル
- ステファニア・カジーニ （Stefania Casini） - レオノーラの友人マリーザ

アルファベット順
- ディーノ・エマヌエッリ （Dino Emanuelli [11]） - アルベルトの隣人アルフォンソ
- トム・フェレギー （Tom Felleghy） - アルベルトの助手
- エッダ・フェッロナオ （Edda Ferronao） - アルフォンソの妻
- マリナ・ヘドマン （Marina Hedman） - オーディションする最初の娘
- ピエトロ・トルディ （Pietro Tordi） - 従軍牧師
- ピエトロ・ツァルディーニ （Pietro Zardini） - 葬儀屋

## あらすじ
牛乳メーカーの取締役であるアルベルト（ジョニー・ドレッリ）は、アメリカ人妻（アニー・パーパ）を失った。配管工（ウーゴ・マリア・モロージ）といっしょにシャワーを浴びているところを目撃してしまったのである。美しい妻を失ったショックは大きく、かつまた女性の乳に固執するアルベルトに、精神科医ロッシーニ（フェリーチェ・アンドレアージ）は母親の乳房への郷愁を呼び起こす必要を説く。いっぽう、レオノーラ（バルバラ・ブーシェ）は、チェロ奏者の夫アルトゥーロ（ジーノ・ペルニーチェ）が、全裸のメイドをチェロに見立て、それを演奏する姿を発見してしまう。レオノーラもまた精神科医ロッシーニのもとを訪れるが、この医者は、女性の患者はすべて全裸にして診療するのであった。
駐車場を探すアルベルトは、おなじく駐車場を探すレオノーラのクルマと衝突してしまう。最悪の出会いをした二人は、それぞれの理由で自殺を図るが、それぞれが運ばれた先のおなじ病院の廊下でストレッチャーに載せられた姿で再会する。気晴らしに雪山に出かけたアルベルトは、またしてもおなじ山荘でレオノーラと鉢合わせする。レオノーラは次第にアルベルトが気になり、ある夜、アルベルトを誘ってみるも、アルベルトは部屋に閉じこもる。そこへ、レオノーラの友人マリーザ（ステファニア・カジーニ）が吹雪のなか山荘に現れ、レオノーラのベッドに潜り込む。深夜、アルベルトはやはりレオノーラが気になり、バスルームで身だしなみを整えてから、レオノーラの部屋へ。レオノーラはレオノーラで、アルベルトの部屋に行ってみるのだが、アルベルトはいない。翌朝、アルベルトが知らずに寝た相手がマリーザだということがわかり、騒動になる。マリーザは街へ戻り、レオノーラはスキーに出かけるが、追いかけたアルベルトはレオノーラのスキーに重なって二人は暴走、捜索隊に凍りついて重なった状態で発見される。
山から降りた二人は、それぞれの生活をそれぞれやり直している。アルベルトは、自社の広告のためのモデルのオーディションを行なう。マリーザとレオノーラはそれとは知らずアルベルトの会社の前を通りかかり、マリーザはそのオーディションを受ける。なかなか戻って来ないマリーザを追って、レオノーラは社屋に入り、オーディションの部屋を覗いてみると、マリーザが乳を誇示していた。アルベルトはいまのがマリーザであることに気づき、窓外を覗くと立ち去るレオノーラをみつける。追いかけるアルベルトは、苦労の末にやっとレオノーラと再会することができた。

## 註
1. 1 2 3 4 5  Come perdere una moglie e trovare un'amante, インターネット・ムービー・データベース （英語）, 2011年2月18日閲覧。
2. ↑  Come Perdere Una Moglie E Trovare Un'amante, allmovie （英語）, 2011年2月18日閲覧。
3. 1 2  Come perdere una moglie e trovare un'amante （DVD）、パッケージ記述。
4. ↑  パスクァーレ・フェスタ・カンパニーレ、allcinema ONLINE, 2011年2月17日閲覧。
5. ↑  Luigi Borghese - IMDb（英語）, 2011年2月18日閲覧。
6. ↑  Gianfranco Bucceri - IMDb（英語）, 2011年2月18日閲覧。
7. ↑  Roberto Leoni - IMDb（英語）, 2011年2月18日閲覧。
8. ↑  Corrado Colabucci - IMDb（英語）, 2011年2月18日閲覧。
9. ↑  Alberto Gallitti - IMDb（英語）, 2011年2月18日閲覧。
10. ↑  Anny Papa - IMDb（英語）, 2011年2月18日閲覧。
11. ↑  Dino Emanuelli - IMDb（英語）, 2011年2月18日閲覧。

## 関連事項
- イタリア式コメディ
- 01ディストリビューション （it:01 Distribution）
- クロツグミの男 - 全裸の妻をチェロに見立てて演奏するシーンがある